# Topomerisierung
Topomerisierung (von Griechisch topos, Ort, und meros, Anteil) bezeichnet einen Spezialfall von Isomerisierung mit einem Platzwechsel normalerweise ununterscheidbarer Komponenten des Moleküls. Die zugehörigen Isomere heißen Topomer.
Der Begriff Topomerisierung wurde 1971 von Gerhard Binsch, Ernest Eliel und Horst Kessler als Alternative zu den Bezeichnungen degenerierte Isomerisierung, isodynamischer Austausch und Automerisierung vorgeschlagen. Ausgangspunkt war der Vorschlag der Bezeichnung chemischer Liganden in stereochemisch verschiedener Umgebung als heterotop und in identischer Umgebung als homotop.
Ein Beispiel ist die Sesselkonformation von Cyclohexan (siehe Konformation), Pyramidale Inversion oder Pseudorotationen. Es kann aber auch Konstitutionsisomerie vorliegen, allerdings von identischen Komponenten des Moleküls. Sie können aber manchmal durch dynamische NMR unterschieden werden. Ein Beispiel ist Naphthalin bei thermischem Wechsel der C-Atome in Position 1 und 2, nachweisbar bei Verwendung von Markierung mit Isotopen (dieser Fall wurde auch Automerisierung genannt).
Eine dritte Möglichkeit sind Valenzisomerisierungen bei schnell fluktuierenden Verbindungen im Molekül, zum Beispiel die Cope-Umlagerung bei Bullvalen.
Die Topomerisierung ist von Topologischer Isomerie zu unterscheiden.